# János Török (Politiker)

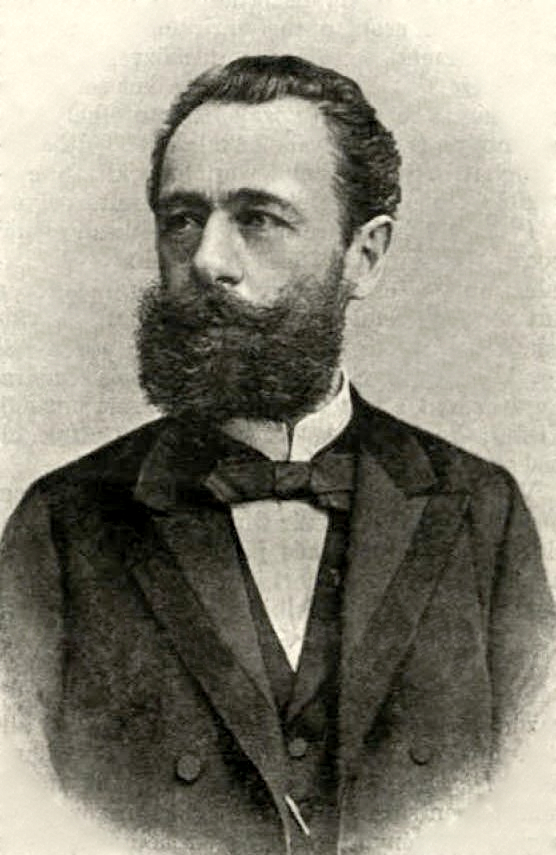
János Török

János Török (* 1. September 1843 in Vinga, Kaisertum Österreich, heute im Kreis Arad, Rumänien; † 4. September 1892 in Barlangliget bei Budapest, Ungarn) war Rechtsanwalt, Bürgermeister von Temesvár (1876–1885) und Polizeipräsident von Budapest (1885–1892).

## Studium und Notariat
Török wurde am 1. September 1843 in Vinga geboren. 1854–1862 besuchte er das Piaristengymnasium in Temeswar und machte im Juni 1862 das Abitur. 1862–1866 studierte er Staats- und Rechtswissenschaften in Pressburg und in Pest.
Nach Abschluss des Studiums war er zunächst Vizenotar in Vinga (1866–1896), danach Notargehilfe in Temeswar und arbeitete ab 1867 Assistent in der Anwaltskanzlei von Nándor Rieger. 1869 trat er in den Dienst der Stadt Temeswar, zuerst als Praktikant, dann als Städtischer Obernotar (1872–1876). Er wirkte vorwiegend unter den Oberbürgermeistern Karl Küttel und Franz Steiner.
Nach dem Rücktritt von Franz Steiner (1876) wurde er zum Bürgermeister von Temeswar gewählt.

## Bürgermeister von Temesvár
Als Bürgermeister von Temesvár spielte Török eine wichtige Rolle bei:
- der Gründung der Gewerbeschule
- dem Kauf des abgebrannten Theaters mit dem Redoutensaal für die Stadt
- der Gründung des ständigen Schauspielensembles
- dem Wiederaufbau der 1873 abgebrannten Miklós-Dampfmühle
- der Einführung der Stadtreinigung
- dem Bau von Schutzdämmen
- der Einrichtung von Volksküchen
- der Eröffnung des Gisela-Waisenhauses in der Fabrikstadt
- dem Bau der Kaserne für die Traintruppen der Österreichisch-Ungarischen Streitkräfte
- der Gründung eines Pensionsfonds
- der Installation der elektrischen Beleuchtung in einigen Wohnhäusern und in einigen Straßen der Stadt

## Polizeipräsident von Budapest
Am 23. Februar 1885 nahm er in einer außerordentlichen Generalversammlung Abschied von Temesvár, da er als Polizeipräsident nach Budapest berufen worden war. Später wurde er zum königlichen Ministerialrat befördert.
Während des Hochwassers von Szeged (1892) unterstützte er finanziell die Stadt und spielte auch beim Wiederaufbau eine herausragende Rolle.
Am 4. September 1892 starb er in seinem Wochenendhaus in Barlangliget. Seine sterblichen Überreste wurden nach Temesvár gebracht und auf dem innerstädtischen Friedhof in der Nähe der Zentralkapelle beerdigt. Sein Grab wird bis heute gepflegt.